# Cratere Bam
Bam  è un cratere sulla superficie di Marte.